# 컨스텔레이션 계획

컨스텔레이션 계획 로고

컨스텔레이션 계획(Project Constellation)은 미국이 2000년대 후반에 계획했던 유인 우주 탐사 계획이다. 21세기의 상반기 안에 국제 우주 정거장과 달을 거쳐 최종적으로 화성과 그 너머까지 유인 탐사를 진행하려는 거대한 계획이었지만, 서브프라임 모기지 사태 이후 계획이 흐지부지 되어버리면서 2010년 2월 버락 오바마 대통령에 의해 계획이 취소되었다.

## 역사

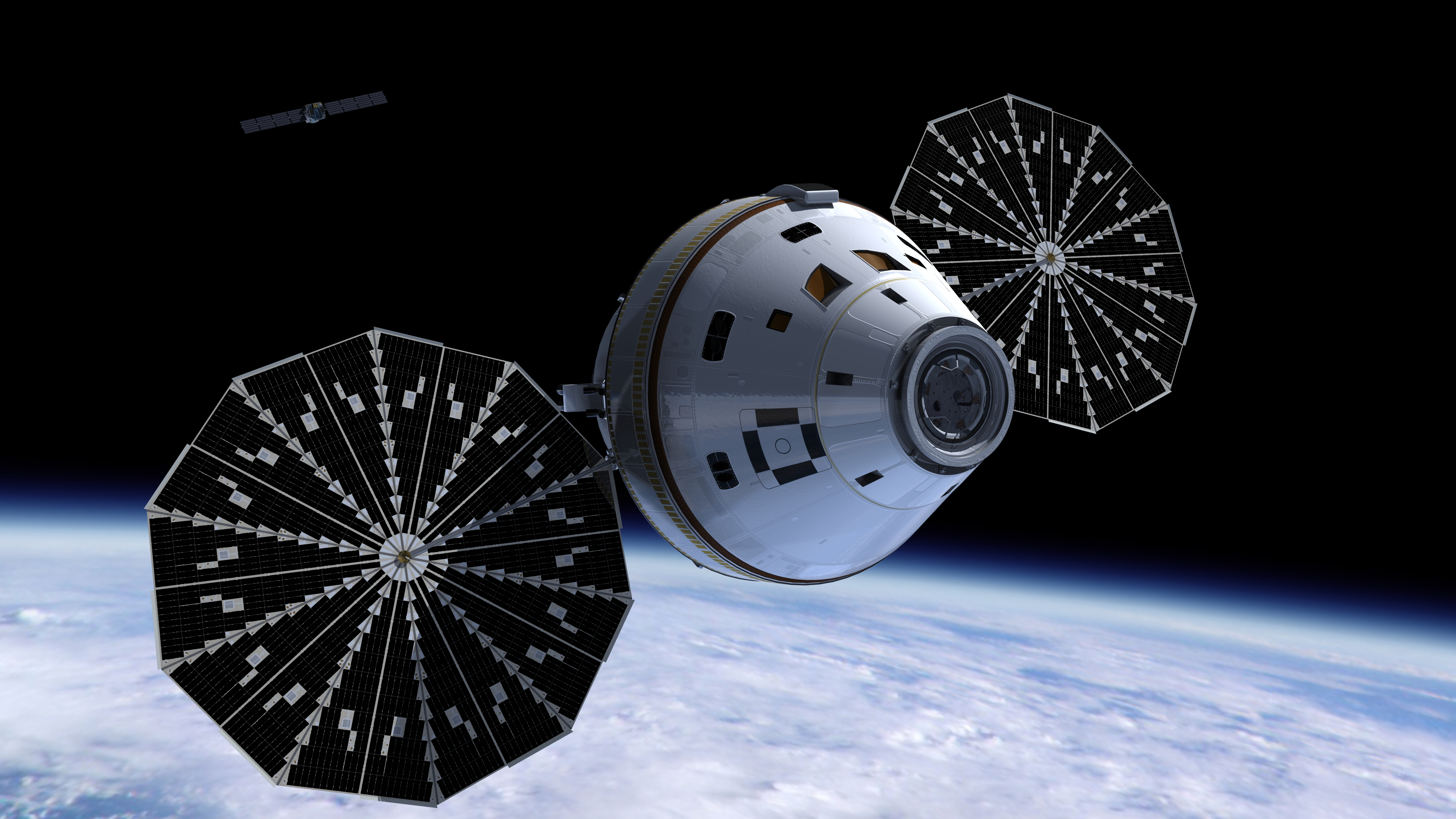
오리온 우주선

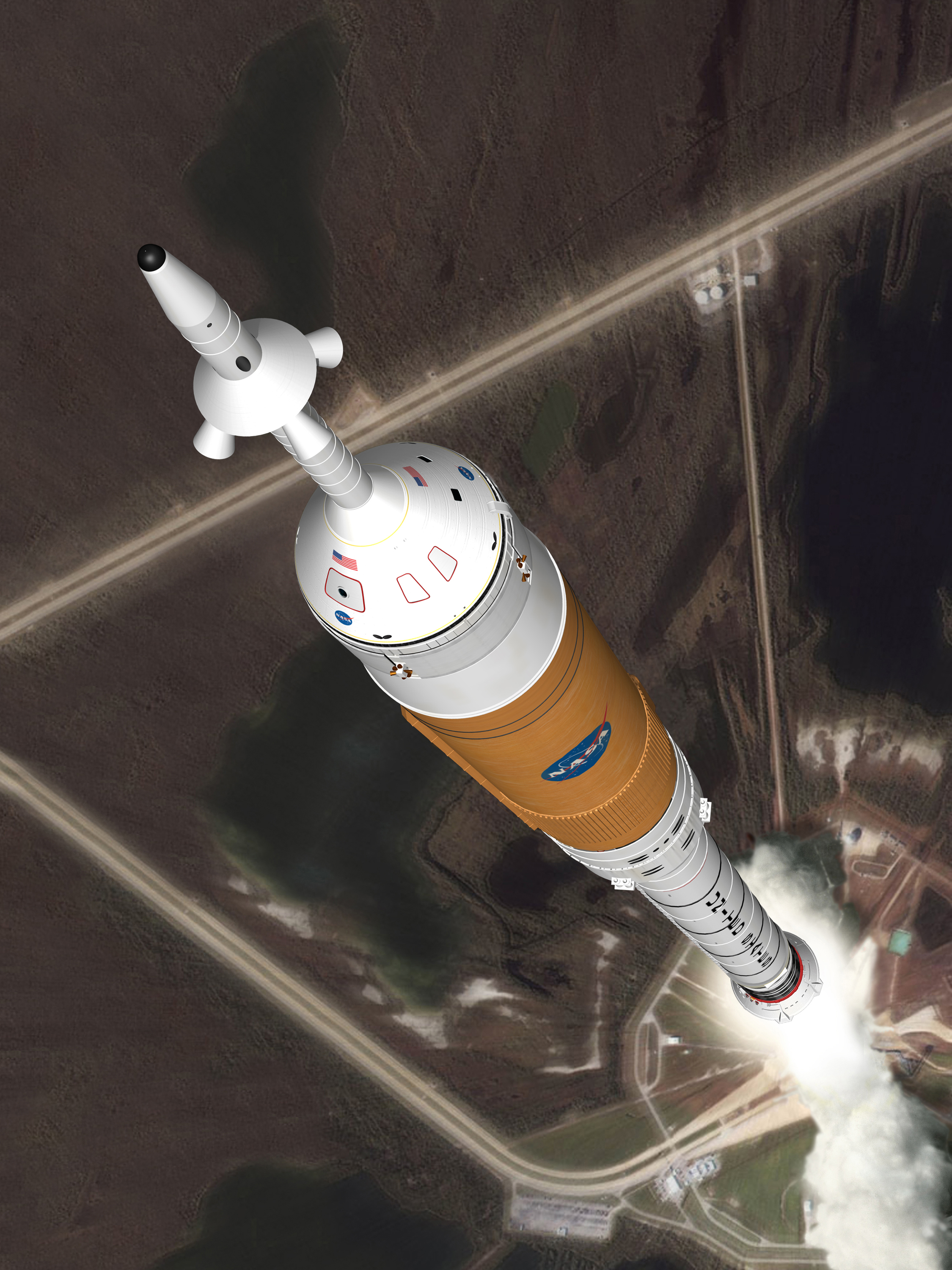
아레스 I

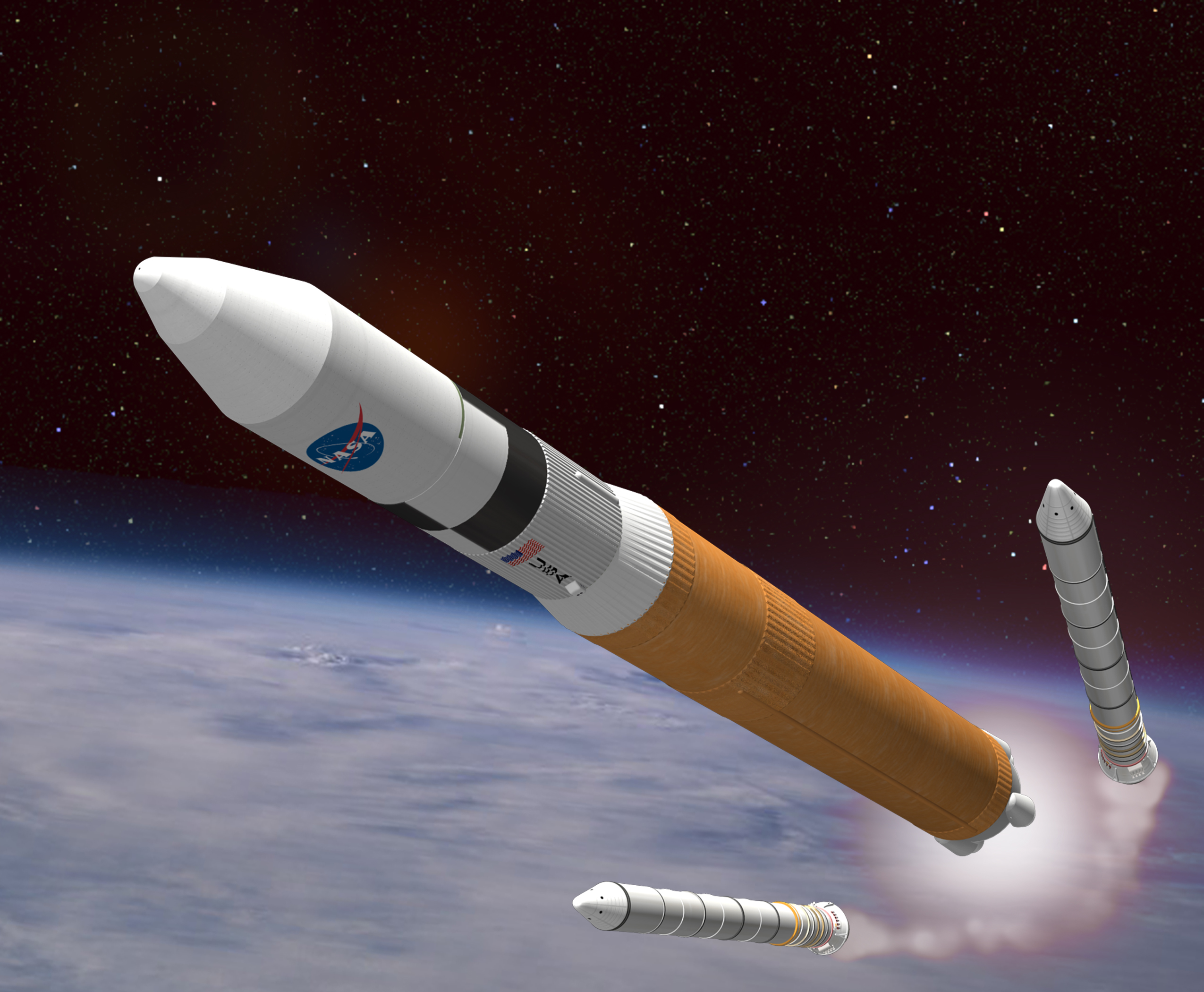
아레스 V

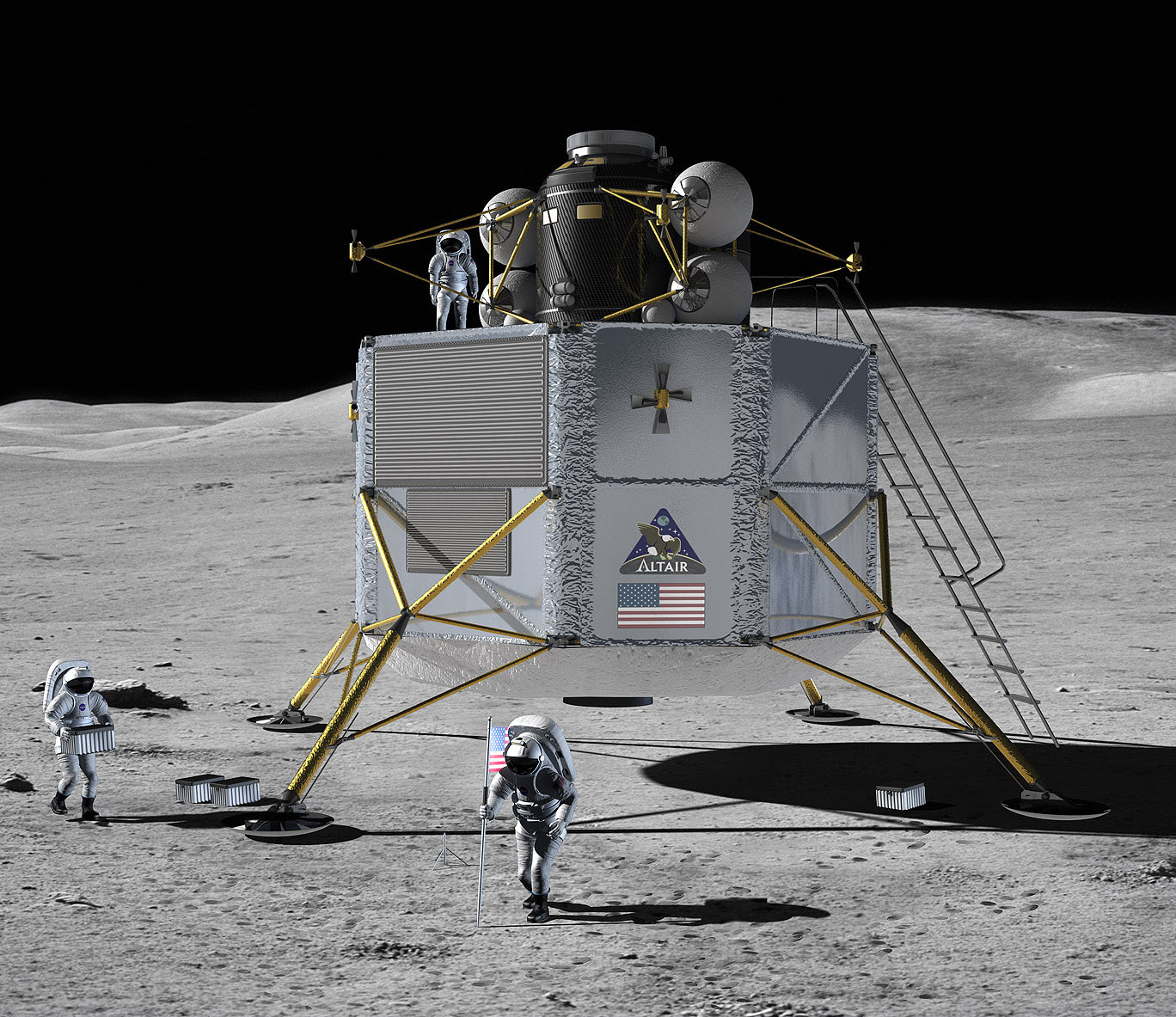
알테어

컨스텔레이션 계획은 2004년 조지 부시 대통령이 발표한 우주 탐사 계획에서 시작되었다. 미국의 주력 유인 우주 탐사 계획은 국제 우주 정거장과 우주왕복선이지만 국제 우주 정거장은 완공을 앞두고 있고, 우주왕복선은 당시 퇴역을 앞두고 있었기 때문에 그 뒤를 이을 유인 우주 탐사 계획이 필요하였고, 이에 계획된 것이 컨스텔레이션 계획이었다. 계획은 주로 새로운 유인 우주선인 오리온과 발사체 아레스 I, 아레스 V의 개발에 집중되어 있으며, 달 탐사를 위한 알테어 달 착륙선과 EDS(Earth Departure Stage)의 개발 역시 계획되었다. 총 비용은 970억 달러 이상 필요할 것으로 예상되었고, 그 중 49억 달러가 오리온 우주선과 아레스 I의 개발에 사용될 예정이었다.
2010년 2월 1일, 버락 오바마 미국 대통령은 2011년 회계연도 예산에서 컨스텔레이션 계획 중지를 표명했다. 이미 약 90억 달러가 투입되었지만, 아레스 I과 오리온 우주선 개발 지연이 NASA의 다른 분야에 영향을 주고 있다는 우려도 있었기 때문에 서브프라임 모기지 사태 이후의 재정 악화를 이유로 중단되었다. 중단된 이후 미국의 우주 개발은 기초적인 기술 개발 및 무인 탐사 등의 지속 가능한 활동에 중점을 두는 방향으로 전환되었다. 또한 컨스텔레이션 계획 중단 이후에도 NASA의 예산은 증액 될 전망이다.
계획 중단으로 우주 왕복선 후계기의 개발은 백지 상태가 되어 미국은 당분간 유인 비행을 러시아 등의 해외 우주선에 의지해야 할 상황이 되었다. 컨스텔레이션 계획 중단에 대한 미국 관계자의 반응은 찬반 양론으로 나뉘었다. 우주 개발에서 미국의 지도력을 의심하는 목소리가 있는 반면, 예산을 신기술 개발에 돌리는 방침에 찬성하는 사람도 있다.
한편, 오바마 대통령은 계획 중지 발표 뒤인 4월 15일, 2030년대 중반을 목표로 한 유인 화성 탐사 계획을 발표했다. 이에 따라 오리온 우주선은 다목적 우주선으로 계속해서 개발이 진행되도록 되었고, 아레스 대신 새로운 대형 우주발사체 SLS(Space Launch System)의 개발이 계획되었다.

## 구성
컨스텔레이션 계획은 크게 초기 역량 확보 단계와 달 역량 확보 단계로 나뉜다. 각각 다음과 같이 구성되어 있다.
- 초기 역량 (Initial Capability)
  - 아레스 I
  - 오리온
- 달 역량 (Lunar Capability)
  - 아레스 V
  - 알테어 달 착륙선

### 오리온
오리온은 컨스텔레이션 계획에서는 CEV(Crew Exploration Vehicle)라는 이름으로 개발되었다. 초기에는 국제 우주 정거장을 향한 유인 탐사를 수행할 수 있고, 유인 달 탐사와 차후 심우주 탐사까지 가능하도록 될 예정이었다. 승무원 모듈과 서비스 모듈로 구분되며 아폴로 계획에 사용된 사령선과 비슷하지만 보다 크고 수용인원 역시 많으며 진보된 설계를 적용하였다. 현재는 컨스텔레이션 계획이 취소되면서 MPCV(Multi-Purpose Crew Vehicle)로 변경되었고, 서비스 모듈이 유럽 우주국의 ATV에 기반한 우주선으로 변경되는 등 변화가 있었다.

### 아레스 I
아레스 I은 지구 저궤도에 유인 오리온 우주선을 쏘아올리기 위한 우주발사체로 계획되었다. 총 2단으로 구성되어 있으며 1단에는 우주왕복선의 고체 로켓 부스터를 개량한 고체 로켓을 사용하고, 2단에는 새턴 V의 2단과 3단에 사용되었던 J-2 엔진을 개량한 J-2X 엔진을 사용할 예정이었다. 2009년 유사한 형태와 무게를 가진 모의 2단과 실제 1단을 사용한 시험 비행인 아레스 I-X의 발사까지 진행하였지만 결국 취소되었고, 오리온은 SLS를 통해 발사하기로 변경되었다.

### 아레스 V
아레스 V은 화물 수송용 발사체로 지구 저궤도에 188톤의 화물을 수송 가능해 새턴 V의 118톤을 뛰어넘는 세계 최대의 우주발사체가 될 예정이었다. 1단에는 우주왕복선의 외부 탱크에 5-6개의 RS-68B 엔진 또는 5개의 SSME를 사용하고, 부스터로는 우주왕복선의 고체 로켓 부스터를 개량하여 사용할 예정이었다. 2단에는 EDS를 사용하여 지구의 주차 궤도에 올라가는데 일부를 사용하고, 나머지는 달이나 기타 목적지까지 화물을 보내는데 사용할 예정이었다. 승무원은 오리온에 탑승하여 아레스 I으로 따로 발사되기 때문에 지구 궤도에서 아레스 V의 화물과 결합해 목적지까지 출발한다. 역시 취소되어 SLS로 대체되었다.

### 알테어
알테어는 LSAM(Lunar Surface Access Module)로 알려졌던 달 착륙선으로, 아폴로 달 착륙선과 유사하지만 훨씬 큰 크기를 가지고 있다. 역시 하강단과 상승단으로 나뉘며 하강단에는 센타우르에 사용된 RL-10 엔진을 개량하여 4개 사용하고 상승단에는 오리온의 서비스 모듈 엔진을 사용할 예정이었다. 현재는 컨스텔레이션 계획의 중단과 함께 취소되었다.

## 임무

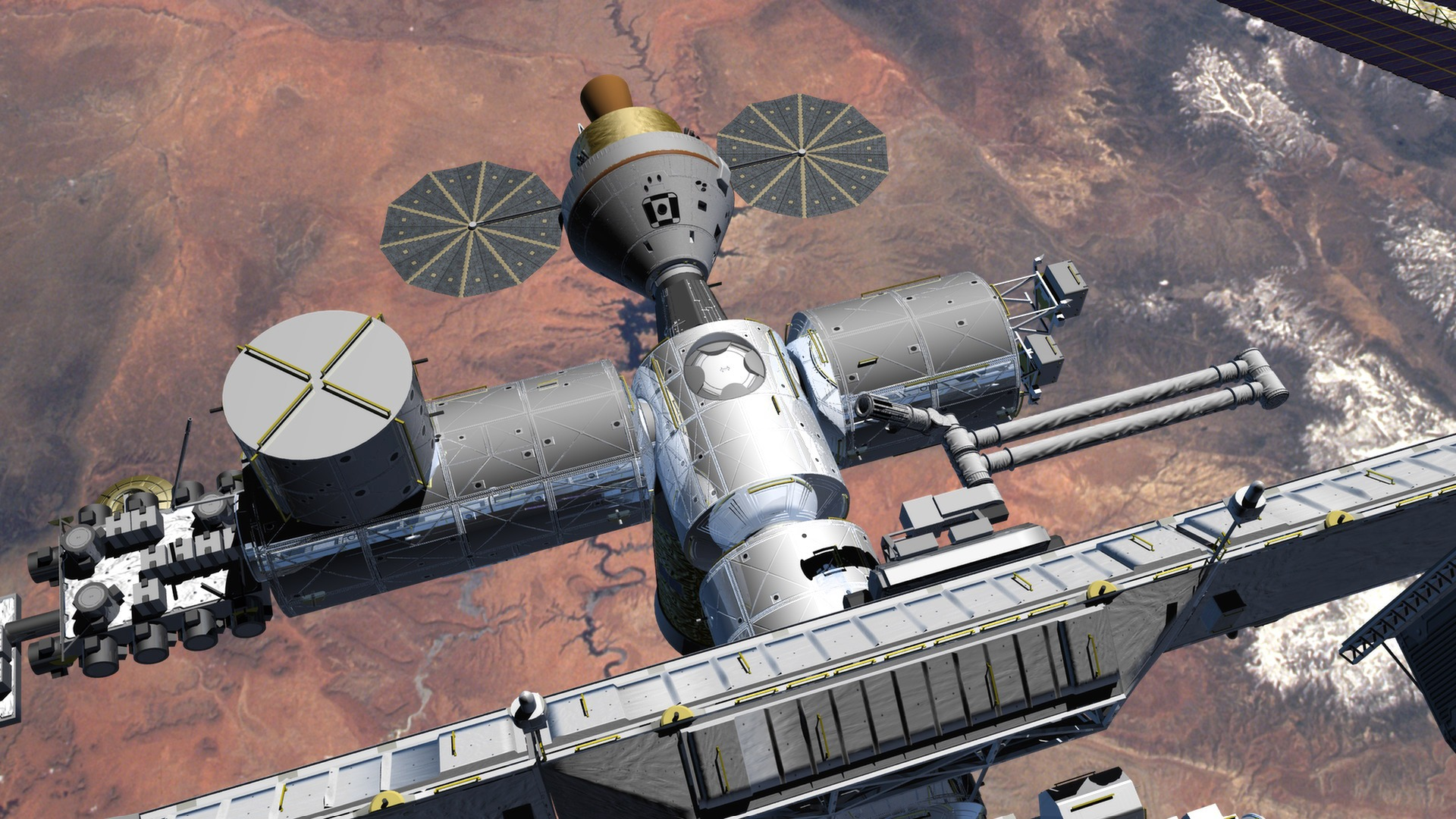
국제 우주 정거장에 도킹한 오리온

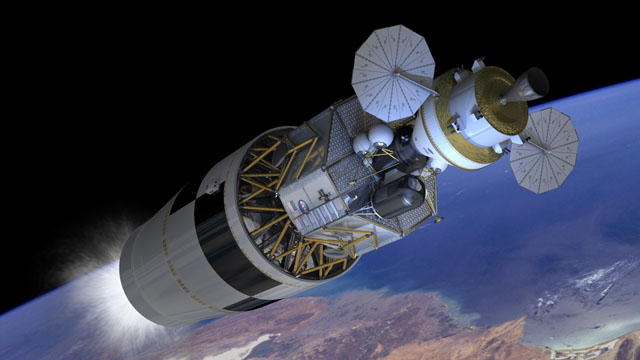
EDS와 알테어, 오리온이 지구 궤도를 벗어나는 모습

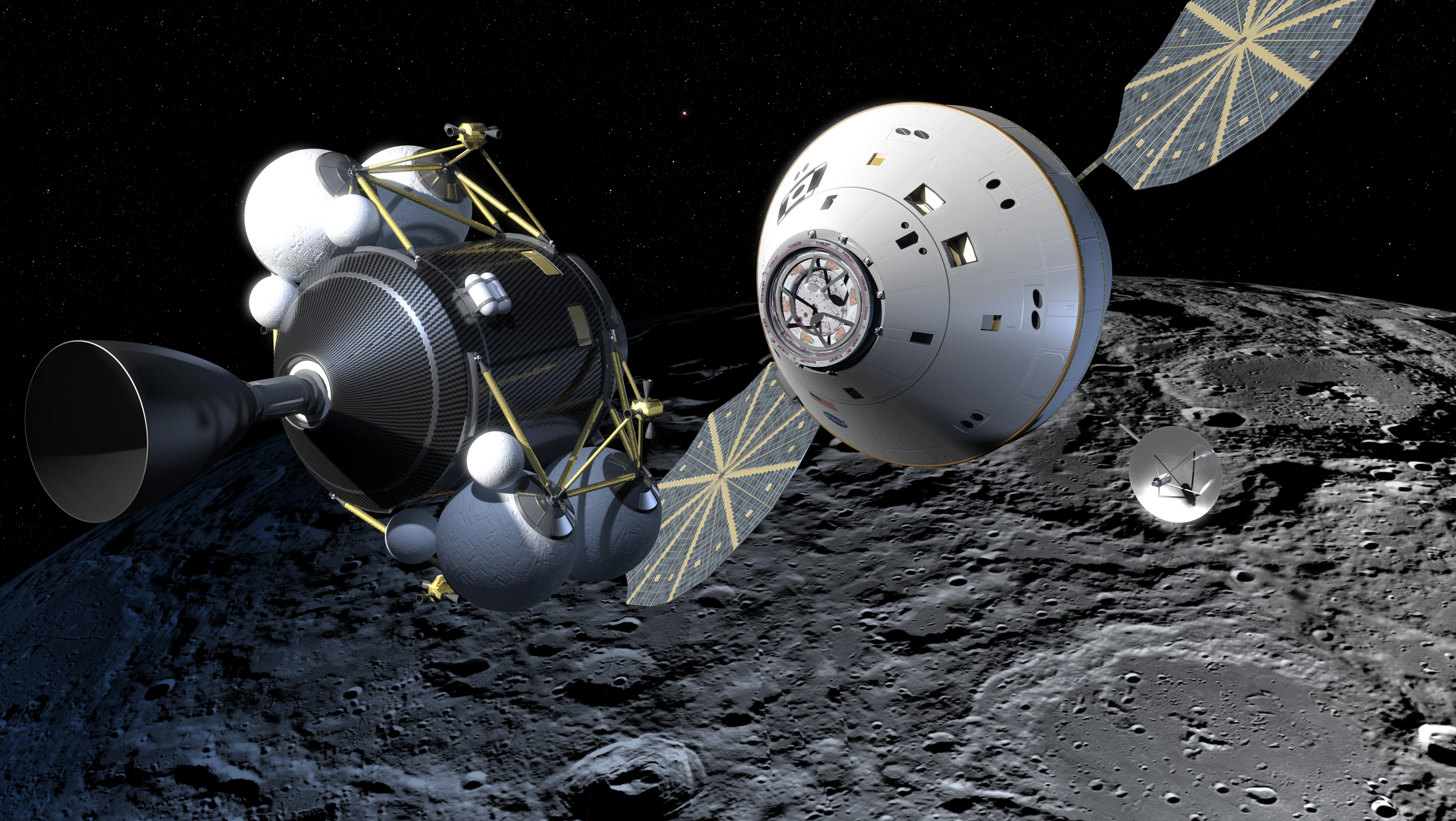
알테어 상승단이 달 궤도의 오리온과 도킹하는 모습

### 지구 저궤도 임무
국제 우주 정거장이나 기타 지구 저궤도 임무에는 아레스 I으로 발사되는 오리온 우주선이 사용된다. 오리온과 아레스 I은 케네디 우주센터의 VAB(Vehicle Assembly Building)에서 조립되고, 크롤러-트랜스포터를 이용해 39B 발사대까지 운반된다. 이후 오리온에 최대 6명의 승무원이 탑승하고, 아레스 I은 휴스턴의 임무 관제 센터의 관제를 받아 발사되어 오리온 우주선을 궤도에 진입시킨다. 궤도에 진입한 오리온은 약 이틀가량 궤도 기동을 거쳐 국제 우주 정거장과 도킹하게 된다. 그 뒤 승무원들은 일반적으로 6개월간의 임무를 수행하게 되고 그동안 오리온 우주선은 비상용 구조선 역할을 하기 위해 국제 우주 정거장에 고정된 채로 유지된다.
귀환시에는 승무원이 오리온에 탑승한 뒤 도킹을 해제하고, 안전거리 바깥으로 벗어나 서비스 모듈의 엔진을 점화하여 궤도를 이탈한다. 그 뒤 서비스 모듈은 분리되어 버려지고 승무원 모듈을 대기권으로 재진입하게 된다. 방열판을 이용해 재진입시 발생하는 열로부터 보호한 뒤 두개의 감속용 낙하산을 펼쳐 속도를 줄이고, 뒤이어 3개의 주 낙하산이 펼쳐져 천천히 하강한다. 초기에는 에어백을 이용해 지상에 착륙하는 형태의 임무를 계획하였으나, 중량 감소를 위해 바다에 착수하는 방식으로 변경되었다. 이렇게 회수된 오리온은 최대 10회까지 재사용이 가능하다.

### 달 탐사 임무
달 탐사에 필요한 알테어와 EDS는 결합된 상태로 아레스 V와 조립되어 39A 발사대에서 먼저 발사된다. 고체 부스터와 1단 엔진에 이어 EDS가 점화하여 알테어/EDS 조립체를 주차 궤도에 운반한다. 뒤이어 오리온과 4명의 승무원을 실은 아레스 I가 아레스 V 발사 90분 후에 39B 발사대에서 발사되어 알테어/EDS와 동일한 궤도에 올라서게 되고, 오리온과 알테어/EDS는 도킹하여 결합한다.
그 뒤 EDS를 재점화하여 지구 궤도를 벗어나 달 진입 궤도에 들어선다. 그 뒤 사용이 끝난 EDS를 분리하고 3일간 달을 향해 비행한다. 그 뒤 알테어의 엔진을 사용해 달 궤도에 진입하고, 모든 승무원이 알테어에 탑승한 뒤 도킹을 해제한다. 남은 오리온은 차후 귀환에 사용되기 위해 궤도에서 대기하게 되고, 알테어와 승무원은 엔진을 점화해 계획된 착륙 지점에 착륙하게 된다. 이후 승무원은 EVA용 우주복으로 갈아입고 지정된 임무를 수행한다.
모든 예정된 임무를 완료한 뒤 승무원들은 알테어의 상승단에 탑승한다. 그 뒤 상승단의 엔진을 사용해 이륙하여 오리온과 도킹하고, 승무원은 오리온으로 갈아탄다. 그 뒤 알테어를 분리하고 오리온은 서비스 모듈의 엔진을 사용해 지구 귀환 궤도레 들어선다. 2.5일 뒤 서비스 모듈을 분리하고 승무원 모듈은 대기권에 재진입하여 지구 저궤도 임무와 유사하게 착륙후 회수된다.

## 같이 보기
- 달 탐사
- 우주왕복선
- 아르테미스 계획